# بيني روبين
بيني روبين (بالإنجليزية: Benny Rubin) هو مقدم برامج إذاعية وممثل أمريكي، ولد في 2 فبراير 1899 ببوسطن في الولايات المتحدة، وتوفي في 15 يوليو 1986 بلوس أنجلوس في الولايات المتحدة بسبب نوبة قلبية.

## وصلات خارجية
- بيني روبين على موقع IMDb (الإنجليزية)
- بيني روبين على موقع قاعدة بيانات الفيلم (الإنجليزية)